# Бенеманский, Алексей Константинович
Алексе́й Константи́нович Бенема́нский (6 января 1881, село Баранья Гора, Тверская губерния — 4 декабря 1937) — протоиерей, святой Русской православной церкви, причислен к лику святых как священномученик в 2000 году для общецерковного почитания.

## Биография
Родился в семье священника Константина Бенеманского. Окончил Тверскую духовную семинарию (1902). В 1904 году был рукоположён в сан священника. Служил в Тверском Христорождественском женском монастыре. Преподавал Закон Божий. После закрытия монастыря перешёл служить в храм иконы Скорбящей Божией Матери. Летом 1919 года был избран членом епархиального совета.
- Первый арест — во время гражданской войны в 1920 году. Отправлен на тыловые работы.
- Второй арест — осенью 1922 года во время кампании по «изъятию церковных ценностей». Приговорён к двум годам ссылки в Туркестан. В 1924 году освобождён.

В конце 1926 года вернулся в Тверь. Продолжил борьбу с обновленцами. Служил настоятелем Скорбященской церкви.
- Третий арест — 15 марта 1932 года. 26 марта был допрошен. Виновным в предъявленных обвинениях себя не признал. В июле 1932 года приговорён к высылке на три года в Казахстан. По окончании ссылки вернулся в Тверь.

## Арест и мученическая кончина
Четвёртый, последний, арест — в 1937 году. Обвинён в участии в «контрреволюционной фашистско-монархической организации», возглавляемой священномучеником Фаддеем, архиепископом Тверским. Виновным себя не признал. Из дневников:

Страшит будущее очень. Если здесь, где нас никто не знает, мы видим такое радушие и внимание, то неужели так скоро забудут нас там, где мы трудились, за чьё дело мы и крест приняли. Ведь мы свои, и даже больше, страдаем за церковное дело… очень хочу, чтобы и ты был добрым христианином, а посему, дорогой мой, будь особенно ласков со всеми — и дома, и в школе, и по улицам.
4 декабря 1937 года по приговору «Тройки» НКВД протоиерей Алексий Бенеманский был расстрелян. Место его захоронения неизвестно.

## Канонизация
19 сентября 1999 года канонизован как местночтимый святой Тверской епархии. Причислен к лику святых новомучеников и исповедников Российских Деянием Юбилейного Архиерейского Собора Русской Православной Церкви, проходившего 13—16 августа 2000 года в Москве.
День памяти: 22 ноября (5 декабря) и в Соборе святых новомучеников и исповедников Российских.